# Coeliccia cyaneothorax
Coeliccia cyaneothorax is een libellensoort uit de familie van de Breedscheenjuffers (Platycnemididae), onderorde juffers (Zygoptera).
De wetenschappelijke naam van de soort is voor het eerst geldig gepubliceerd in 1936 door Kimmins.